# Bassorah
Pour les articles homonymes, voir Basra.
 (novembre 2010).
Si vous disposez d'ouvrages ou d'articles de référence ou si vous connaissez des sites web de qualité traitant du thème abordé ici, merci de compléter l'article en donnant les références utiles à sa vérifiabilité et en les liant à la section « Notes et références ».
Bassorah (ou Bassora ou Basra, en arabe : al-Baṣra, البصرة) est la deuxième ville d’Irak, après Bagdad, la capitale, avec une population estimée en 2008 à environ 2 300 000 habitants. C'est la capitale de la province d'Al-Basra. Principal port du pays, la ville est située sur le Chatt-el-Arab, estuaire commun des fleuves Tigre et Euphrate, à 55 km en amont du golfe Persique et à 550 km de Bagdad.
Bassora est, avec Koufa (située plus au nord), un ancien « misr » (au pluriel « amsar » : ville-camp), bâtie en 638 par Omar, le deuxième calife bien-guidé, lors de la conquête musulmane de la Perse. Afin de maintenir la distinction entre « croyants » (les convertis à l'islam) et les autres populations, les musulmans y vivaient[réf. souhaitée]. Ce confinement ethnique et religieux a, à maintes reprises, fait de la ville un lieu de bouillonnement idéologique[réf. souhaitée].
Le secteur entourant Bassora jouit de ressources substantielles de pétrole. De nombreux puits y sont situés et la raffinerie de la ville a une capacité de production de 140 000 barils par jour. L'aéroport international offre une desserte rapide.
Un réseau de canaux a traversé la ville, lui donnant le surnom de « Venise du Moyen-Orient ».
Bassora est une région fertile, avec une production importante de riz, de maïs, d’orge, de millet, de blé, de dattes et de bétail. Pendant longtemps Bassora produisait des dattes très réputées.
Les musulmans de cette région sont principalement adeptes du chiisme duodécimain. Un grand nombre de sunnites et un nombre restreint de chrétiens vivent également à Bassora. Vivent aussi parmi eux les restes de la secte gnostique préislamique des mandéens.

## Géographie

### Climat
| Mois                                | jan. | fév. | mars | avril | mai  | juin | jui. | août | sep. | oct. | nov. | déc. | année |
| ----------------------------------- | ---- | ---- | ---- | ----- | ---- | ---- | ---- | ---- | ---- | ---- | ---- | ---- | ----- |
| Température minimale moyenne (°C)   | 6,8  | 8,3  | 12,3 | 17,1  | 23,6 | 26,2 | 27,4 | 26,1 | 22,6 | 18   | 13,6 | 8,6  | 17,6  |
| Température moyenne (°C)            | 12,2 | 14,1 | 18,4 | 23,8  | 30,2 | 33   | 34,3 | 33,9 | 31,2 | 26,4 | 20,3 | 14,4 | 24,4  |
| Température maximale moyenne (°C)   | 17,6 | 20   | 24,5 | 30,5  | 36,8 | 39,8 | 41,3 | 41,8 | 39,9 | 34,9 | 27,1 | 20,2 | 31,2  |
| Précipitations (mm)                 | 31   | 21   | 19   | 18    | 5    | 0    | 0    | 0    | 0    | 2    | 23   | 33   | 152   |
| Nombre de jours avec précipitations | 6    | 5    | 5    | 4     | 2    | 0    | 0    | 0    | 0    | 1    | 4    | 5    | 26    |

## Histoire

### Sous les califats

#### Sous les Rachidoune (656—661)
Bassorah a été fondée au début de l’ère islamique en 636 comme un campement de garnison pour les membres des tribus arabes constituant les armées du calife bien guidé Omar. Un tell à quelques kilomètres au sud de la ville actuelle, indique toujours l'emplacement original de la colonie, qui était un site militaire. Tout en battant les forces de l'Empire sassanide, le commandant musulman Utbah ibn Ghazwan a érigé son camp sur le site d’une ancienne colonie militaire persane appelée Vaheštābād Ardašīr, qui a été détruite par les Arabes. Le nom Al-Basra, qui signifie en arabe « celle qui voit tout », lui a été donné en raison de son rôle de base militaire contre l'Empire Sassanide. Cependant, d'autres sources affirment que le nom provient du mot persan Bas-rāh ou Bassorāh, qui signifie « où de nombreux chemins se rejoignent ».
En 639, Omar a transformé le campement de Bassorah en une ville composée de cinq districts, et a fait d'Abou Moussa al-Achari son premier gouverneur. La ville a été construite selon un plan circulaire conforme à l’architecture Partho-Sassanide. Abou Moussa a mené la conquête du Khouzistan de 639 à 642 et a reçu l’ordre d’Omar d’aider Othman ibn Abi al-'As (en), puis de combattre les Sassanides à partir de Tawwaj (en), un nouveau misr situé plus à l'est. En 650, le calife bien guidé Othman réorganisa la frontière persane, installa Abdallah ibn Amir comme gouverneur de Bassorah, et plaça l’aile sud de son armée sous commandement bassorien. Ibn Amir a mené ses forces à leur victoire finale sur Yazdgard III, le chahanchah sassanide.
En 656, Othman est assassiné à l'issue d'un siège de 49 jours (en) et Ali est nommé calife. Ali a d’abord installé Othman ibn Hanif (ar) comme gouverneur de Bassora, puis Abdullah ibn Abbas. Ces hommes ont tenu la ville pour Ali jusqu’à la mort de ce dernier en 661.

#### Période Omeyade
Les Sofianides ont tenu Bassorah jusqu’à la mort de Yazīd Ier en 683. Lorsque Mou'awiya devint calife en 661, il renomma Abdallah ibn Amir au poste de gouverneur de la ville, avant de l'écarter du pouvoir en 664 au profit de Ziyad ibn Abi Sufyan, surnommé Ibn Abihi (« fils de son père »), qui deviendra tristement célèbre pour ses mesures draconiennes concernant l'ordre public. Lorsque Ziyad mourut en 673, c'est son fils Ubayd Allah qui lui succéda. En 680, Yazid ordonna à Ubayd Allah de prévenir une insurrection à Koufa, où Hussein, le petit-fils de Mahomet avait gagné en popularité. Hussein envoya son cousin Moslim ibn Aghil comme ambassadeur aux habitants de Koufa, mais Ubayd Allah l'exécuta par crainte d'un soulèvement populaire. Ubayd Allah amassa une armée de milliers de soldats et écrasa l'armée d'Hussein composée d'environ 70 hommes dans un endroit appelé Kerbala, au nord de Koufa. Ce fut la Bataille de Kerbala : Hussein et ses partisans ont été tués et leurs têtes ont été envoyées à Yazid en guise de preuve.

#### Période Abbasside
Un événement marquant du règne abbasside fut la révolte des Zanj, esclaves agricoles. Elle marqua le début du déclin du grand Califat de Bagdad. La ville fut tout au long du Moyen Âge un centre important de rayonnement et d'innovations scientifiques et culturelles ; elle donna naissance à de nombreux savants, souvent spécialisés en théologie islamique. La cité et sa région connurent grâce au commerce - favorisé par une position géographique exceptionnelle - une prospérité assurant à ses habitants un haut niveau de vie, malgré les très nombreux bouleversements politiques de l'ère islamique. Le grand intérêt économique que représentait Bassorah faisait d'elle un objet de grande attention de la part du pouvoir central bagdadien, et sa vie culturelle ajouta prestige à son épanouissement urbain, marqué notamment par les innovation architecturales successives (universités, canaux, réseaux d'assainissement...).
Cet âge d'or prit brutalement fin avec les Invasions mongoles qui ont dévasté l'Irak au cours du XIIIe siècle.

#### Époque moderne
La ville fut marquée par un tiraillement entre les empires Ottoman et Perse.

### Époque contemporaine

#### Guerres du Golfe
À cause de sa localisation proche de la frontière, Bassorah a subi beaucoup les guerres contre l'Iran ainsi que la guerre du golfe (guerre de libération du Koweït). De plus, Bassorah fut la ville d'où partit l'insurrection de 1991. 

Malformations congénitales observées à l'hôpital de l'université de Bassorah.

Depuis les guerres de 1991 et 2003, Basra est contaminé par l'uranium appauvri employé comme une munition par les armées américaine et britannique. Les niveaux extrêmes de malformations congénitales et cancers ont été liés à des munitions qui restent dans le sol autour de la région,. Les États-Unis et l'Organisation mondiale de la santé sont accusées de cacher aussi bien l'usage d'uranium appauvri que les conséquences délétères,,. Entre 1994 et 2003, le nombre de malformations congénitales pour 1 000 naissances vivantes à la maternité de Bassorah avait été multiplié par 17, passant de 1,37 à 23 dans le même hôpital.

#### Occupation britannique

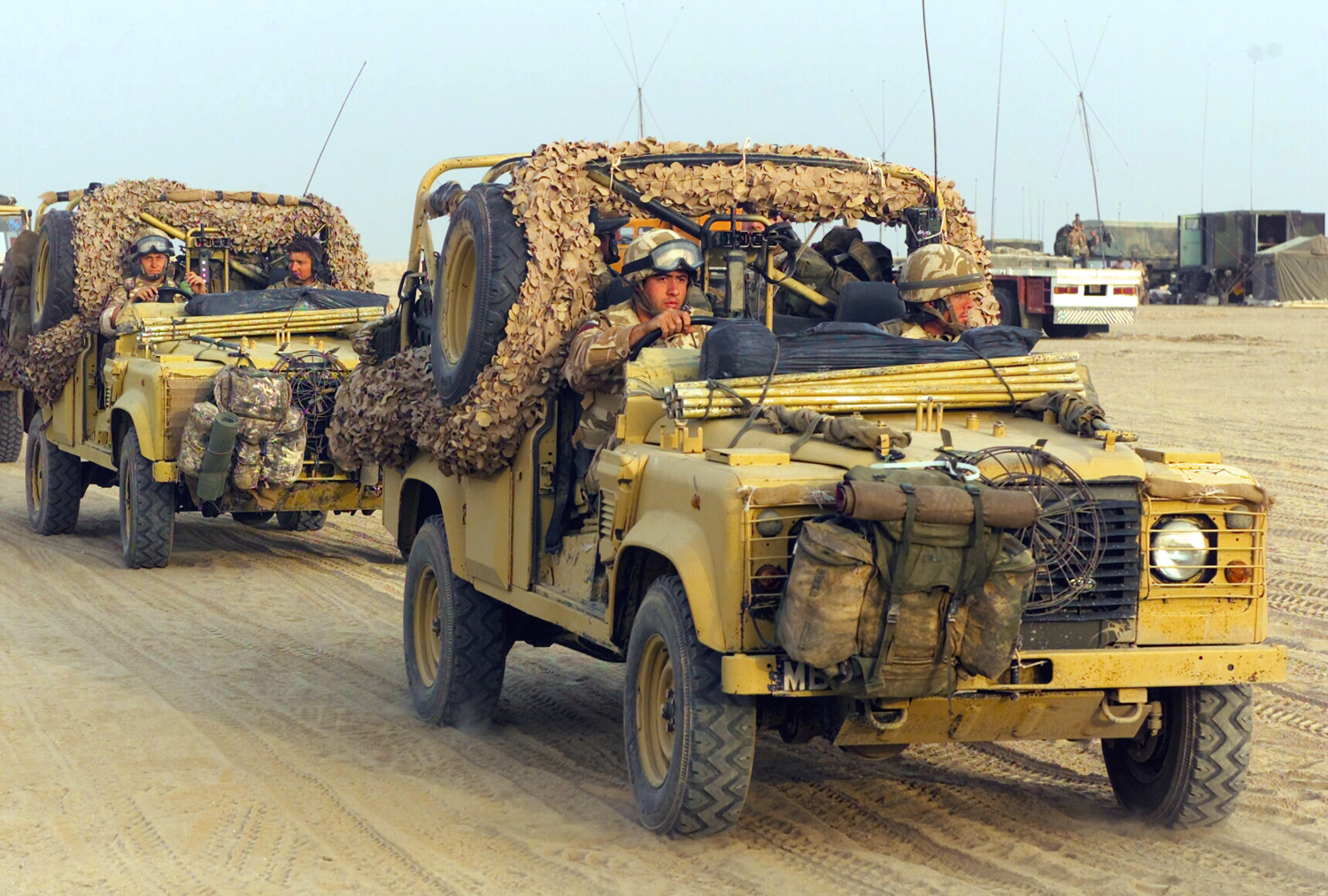
Patrouille britannique dans le secteur de Bassorah, en 2003.

Après la guerre qui emporta le régime de Saddam Hussein, le secteur du sud de l'Irak a été confié aux soldats britanniques de la coalition.
Le 19 septembre 2005, un grave incident a opposé les militaires anglais aux policiers irakiens. La foule s'en est prise aux blindés en jetant des cocktails Molotov.

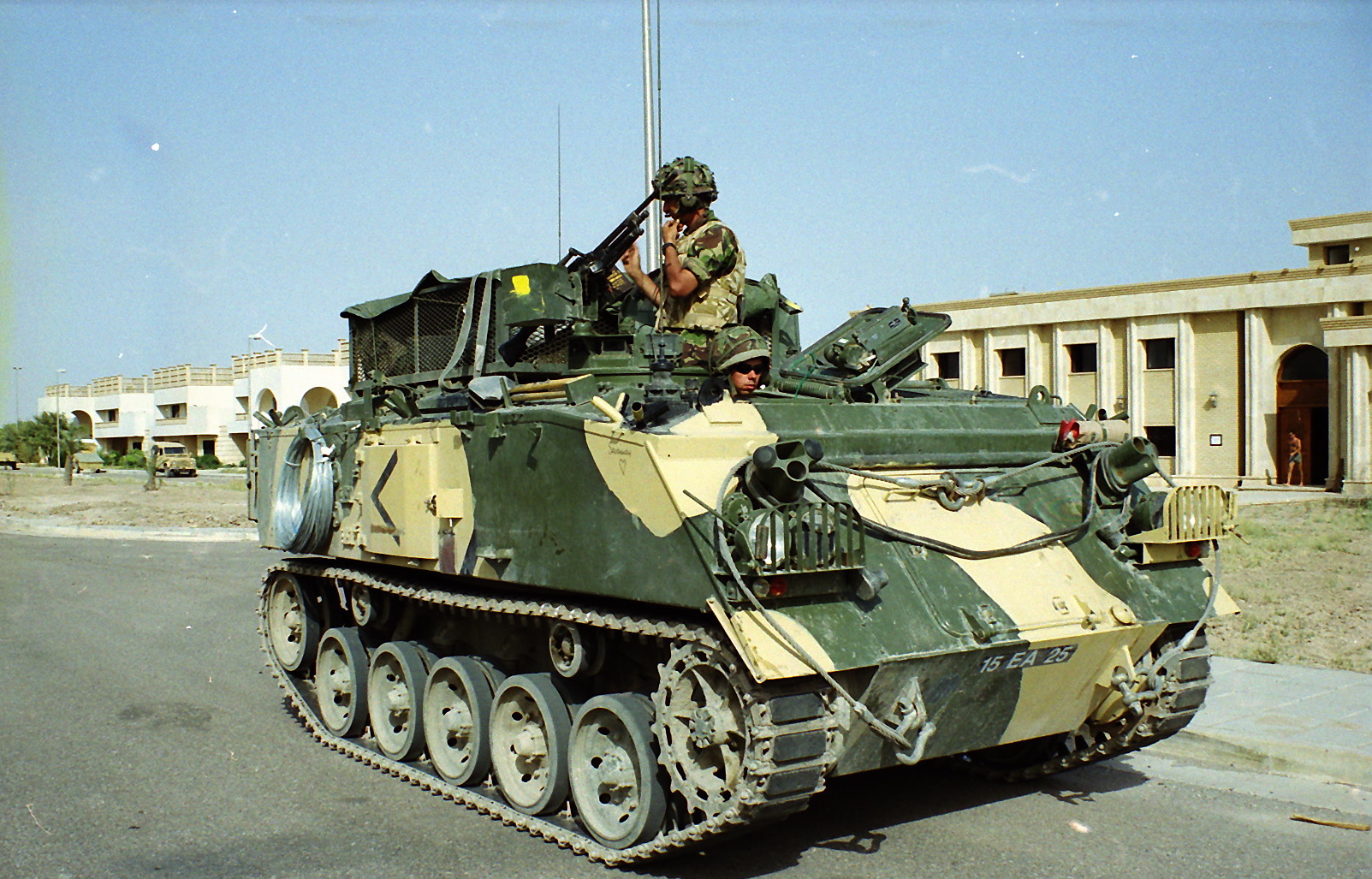
Char britannique dans les rues de Bassorah en 2003.

Fin 2018, d'importantes manifestations de gilets jaunes se sont produites à Bassorah contre le chômage, ainsi que les pénuries d'eau et d'électricité mais les mesures prises ensuite par le gouvernement ont évité qu'une telle situation ne se reproduise en 2019.

## Politique et administration

### Jumelages
La ville de Bassorah est jumelée avec plusieurs villes, majoritairement des villes du Moyen-Orient :
- Dubaï (Émirats arabes unis) (946 km à vol d'oiseau)
- Houston (États-Unis) (12 274 km à vol d'oiseau)
- Nishapur (Iran) (1 203 km à vol d'oiseau)
- Bakou (Azerbaïdjan) (1 116 km à vol d'oiseau)
- Aqaba (Jordanie) (1 235 km à vol d'oiseau)

Elle est aussi jumelée avec une ville irakienne
- Bagdad (Irak) (447 km à vol d'oiseau)

## Population et société

### Religions
Bassorah était autrefois le siège du Perat de Maïsan (ou Perath-Mesenae en latin, ou Maishan), une province de l'Église de l'Orient, érigée en 410 et devint par la suite une archéparchie de l'Église catholique chaldéenne.
La communauté juive de Bassorah remonte au IXe siècle. Selon ses archives, cette communauté a secouru financièrement l'Académie de Soura et a fait des affaires avec Bagdad.
Pendant longtemps, Bassorah était une ville à majorité sunnite. Ainsi, en 2006, les sunnites représentaient encore 55 % de sa population selon Gulf News. Les politiques sectaires de Nouri al-Maliki et les violences communautaires ont cependant eu pour effet de faire descendre cette proportion à 40 % en 2014,. Cependant, selon d'autres sources, Bassorah était déjà majoritairement chiite avant 2006,. Quoi qu'il en soit, les sunnites de Bassorah sont une communauté marginalisée politiquement, ne disposant que de deux sièges au conseil de la province (soit autant que les chrétiens et les sabéens réunis) et d'un seul au parlement irakien. 

## Culture et patrimoine

### Personnalités liées à la ville
- Al-Hassan al-Basrî, mort à Bassorah en 728, imam, qadi et rawi
- Rabia al Adawiyya, née à Bassorah entre 714 et 718, mystique soufie
- Al-Moubarred, né à Bassorah en 826, grammairien
- Abdul Wahid Aziz (1931-1982), haltérophile, médaillé olympique
- Qusay Munir, né à Bassorah en 1981, footballeur international